# Котовський Григорій Іванович
Григо́рій Іва́нович Кото́вський (12 [24] червня 1881, Ганчешти, нині Хинчешти, Кишинівський повіт, Бессарабська губернія, Російська імперія — 6 серпня 1925, радгосп Чабанка, тепер село Змієнкове Чорноморської селищної громади, Одеський район, Одеської області) — російський кримінальний злочинець та політв'язень Російської імперії, революціонер, український червоний козак та отаман, радянський військовий, громадський та політичний діяч, командир червоноармійських загонів та з'єднань у період громадянської війни 1917—1922 років (комкор), більшовик, безпосередній учасник радянсько-української війни й «червоного терору» на території України.
Зробив стрімку (типову для багатьох радянських керівників того часу) кар'єру від простого безробітного, судимого за кримінальні злочини, до радянського керівника високого рівня — члена Союзного, Українського та Молдавського Центрального Виконавчого Комітету, члена Реввійськради СРСР.

## Біографія

### Ранні роки
Народився в м. Ганчешти (Кишинівський повіт, Бессарабська губернія, Російська імперія, нині — м. Хинчешти, Молдова) у сім'ї заводського механіка. За соціальним походженням — міщанин міста Балти Подільської губернії. У біографії Котовського з Словника Гранат зазначається, що батько Котовського мав дворянське походження, працював інженером у бесарабського князя Манук-Бея.
У два роки він втратив матір, а в шістнадцять — батька. Від природи був заїкою.
Закінчив сільськогосподарське училище, працював помічником управляючого і управляючим маєтком.
За фінансові махінації та непорядну поведінку Котовського двічі арештовували: першого разу — 1902, вдруге — 1903 року. Від початку 1904 року перебував на нелегальному становищі, очолював невелику групу есерівських бойовиків, що займалася пограбуваннями. 1905 року разом з «бойовою» групою розірвав стосунки з есерами і розширив масштаби грабіжництва.
Під час російсько-японської війни в 1904 році не з'явився на призовний пункт. У 1905 році його заарештували за ухиляння від військової служби та направили в 19-й Костромський піхотний полк Російської Імператорської армії, що квартирував на той час у Житомирі. Незабаром Котовський дезертирував звідти і організував загін бойовиків, на чолі якого коїв розбійницькі напади на маєтки, установи, заможних громадян Бессарабської губернії. Селяни надавали загону Котовського допомогу, переховували його від жандармів, постачали продуктами, одягом, зброєю. Завдяки цьому загін тривалий час залишався невловимим, про зухвалість скоєних ним нападів ходили легенди.
У 1907 році Котовського заарештовано й засуджено до 12 років каторги, направлено до Нерчинська (нині місто Забайкальського краю, РФ), де він працював на будівництві Амурської залізничної магістралі. Втік із Нерчинська в лютому 1913 року, вбивши двох конвоїрів. Переховувався, працюючи вантажником, чорноробом.
На початку 1915 року Котовський сформував нову «бойову» групу і разом з нею займався грабіжництвом у Бессарабії. 1916 року його група здійснила напад на арештантський вагон і звільнила засуджених, які там утримувалися, після цього чисельність групи збільшилася до 30 осіб. «Бойовий загін» Котовського під приводом «повернення народові того, що в народу було відібрано» здійснював зухвалі напади і грабував майно та власність заможних мешканців Одеси. Сам Котовський, як писали одеські журналісти, жив у найдорожчих готелях міста. Того ж року він був арештований і на суді переконував присяжних, що грабував із ідейних мотивів. Однак присяжні визнали його винним і засудили до страти. Через протести невдоволених рішенням суду та втручання дружини командувача Південно-Західним фронтом генерала Олексія Брусилова, до якої Котовський надіслав листа з оповіддю про свою долю, вирок замінили на довічну каторгу. Сидячи в одеській в'язниці, написав автобіографію (сповнену вірою у свою винятковість).

### Громадянська війна

Меморіальна дошка на честь перебування Котовського в Овручі у 1921—22 роках

У травні 1917 року Котовського умовно звільняють та направляють до Діючої армії Російської імперії — на Румунський фронт Першої світової війни. Там його вибирають членом революційного полкового комітету 136-го Таганрозького піхотного полку. У листопаді 1917 року Котовський примкнув до лівих есерів, та згодом був обраний членом революційного комітету 6-ї російської армії.
У січні — березні 1918 року Котовський очолює Тираспольський загін збройних сил Одеської Радянської Республіки. В 1918 році за допомогою більшовицького підпілля здійснив кілька пограбувань у Одесі, зокрема фінансових установ Добровольчої армії. Від липня 1919 року — комбриг 2-ї бригади 45-ї стрілецької дивізії. Під командуванням Йони Якіра брав участь у переході угруповання червоних військ від Дністра до Житомира.
З листопада 1919 року в складі 45-ї дивізії РСЧА брав участь у обороні Петрограду від білогвардійців. З січня 1920 року командував кавалерійською бригадою під час боїв на Кавказі, а потім — в Україні та на радянсько-польському фронті. У квітні 1920 року вступив до РКП(б). З грудня 1920 року Котовський командував 17-ю Кавказькою дивізією. Формувалася дивізія в основному з молдован, татар, одеських євреїв, киргизів та китайців. Ці етнічні армійські загони відзначалися досить жорстоким відношенням до українців, адже регулярно грабували, вбивали та випалювали міста і містечка.
1921 року командував кавалерійськими частинами, що брали участь у придушенні селянських повстань в Україні та під Тамбовом. У вересні 1921 року Котовського призначили начальником 9-ї кавалерійської дивізії, у жовтні 1922 року — командиром 2-го кавалерійського корпусу.
17 листопада 1921 року, на чолі 9-ї кавалерійської дивізії взяв безпосередню участь у бою під Малими Міньками, в якій більшовики завдали поразки Волинській групі Армії Української Народної Республіки (командувач — генерал-хорунжий Юрій Тютюнник). Після перемоги, Котовський відзначився жорстоким поводженням з полоненими та їх розстрілами. Протягом Волинської операції армія під командуванням М.Котовського придушувала селянський спротив проти більшовиків у різних місцевостях Волині у Житомирі, Радомишлі, Бердичіві, Малині, Коростені, Коростишеві, Овручі, Базарі та інших. В Радомишлі була вулиця на його честь, де на будинку де він проживав була встановлена меморіальна дошка. Також було і в Овручі.

### Після війни
Після громадянської війни був членом Всеросійського ЦВК. 1925 року — голова ревізійної комісії Центрального управління промрадгоспами. Один із ініціаторів створення Молдавської Автономної СРР у складі Української СРР, яку він розглядав як базу сформованого ним і підпорядкованому йому військового корпусу, в лавах якого було чимало бесарабців. Поза очі автономію називали «республікою Котовія». «Надмірна самостійність» Котовського викликала щоразу більше роздратування у радянського керівництва і спецслужб.

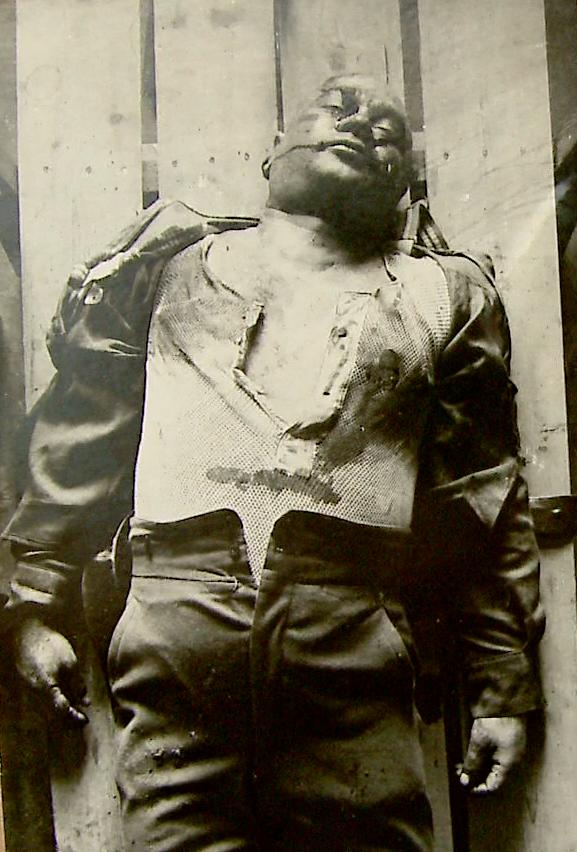
Тіло Котовського після вбивства

6 серпня 1925 року, під час відпочинку в радгоспі Чабанка (нині смт Чорноморське, Лиманський район, Одеська область, Україна, тоді Антоно-Кодинцівський район, Одеська округа, Українська СРР, СРСР), комкора Григорія Котовського застрелив знайомий (по іншим даним — ад'ютант) Мейєр Зайдер, на прізвисько «Майорчик». Мотивація вбивства не з'ясована. Убивцю засудили, відпустили з тюрми до закінчення строку покарання, однак невдовзі він несподівано загинув. За однією з версій, Котовського вбили співробітники ДПУ, коли встановили, що він продовжував підтримувати зв'язки з одеськими бандами злочинців.

## Нагороди
Котовський нагороджений Георгіївським хрестом трьома орденами Червоного Прапора і Почесною революційною зброєю — інкрустованою кавалерійською шашкою.

## Увічнення пам'яті
Після смерті, тіло Котовського було забальзамоване й покладене в мавзолеї в м. Подільську (нині Одеської області). За румунської окупації 1941—1944 років мавзолей зруйнували, у повоєнні часи відновили. Саме місто в 1936—2016 році мало назву Котовськ, яке на час смерті діяча носило назву Бірзула.
Радянська пропаганда зробила з Котовського символ героя громадянської війни 1918—1922 років. Про нього було знято фільм «Котовський» (вийшов на екрани 1942, режисер М. Мордвін). На його честь у СРСР було названо три міста.  У смт Красному Буського району Львівської області існувала площа Котовського, де 1980 року йому було встановлено пам'ятник (скульптор Олександр Пилєв, архітектор Анатолій Консулов/
- Музей ім. Г. Г. Котовського в селі Степанівка Роздільнянського району Одеської області

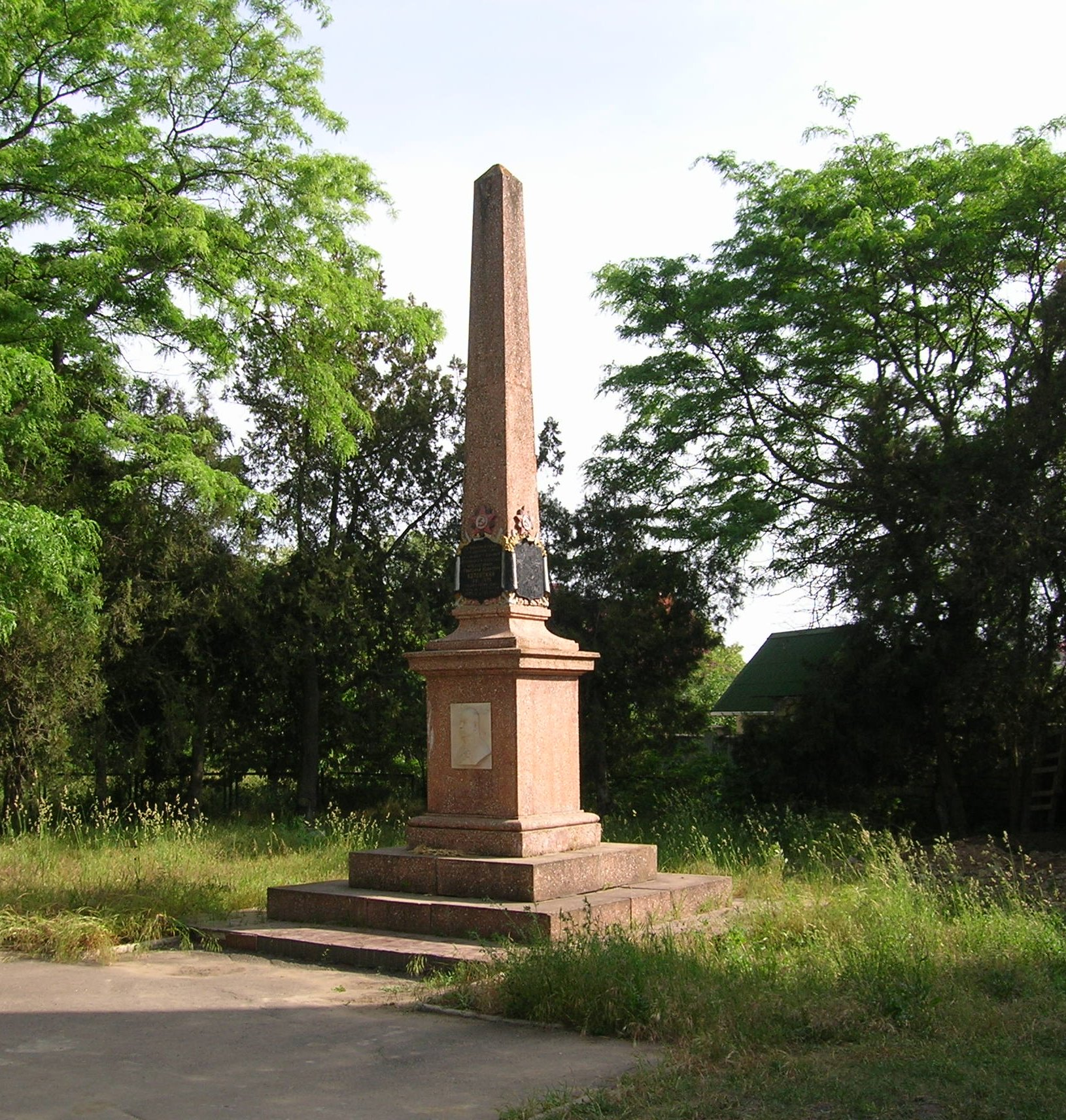
Обеліск на місці загибелі Григорія Котовського
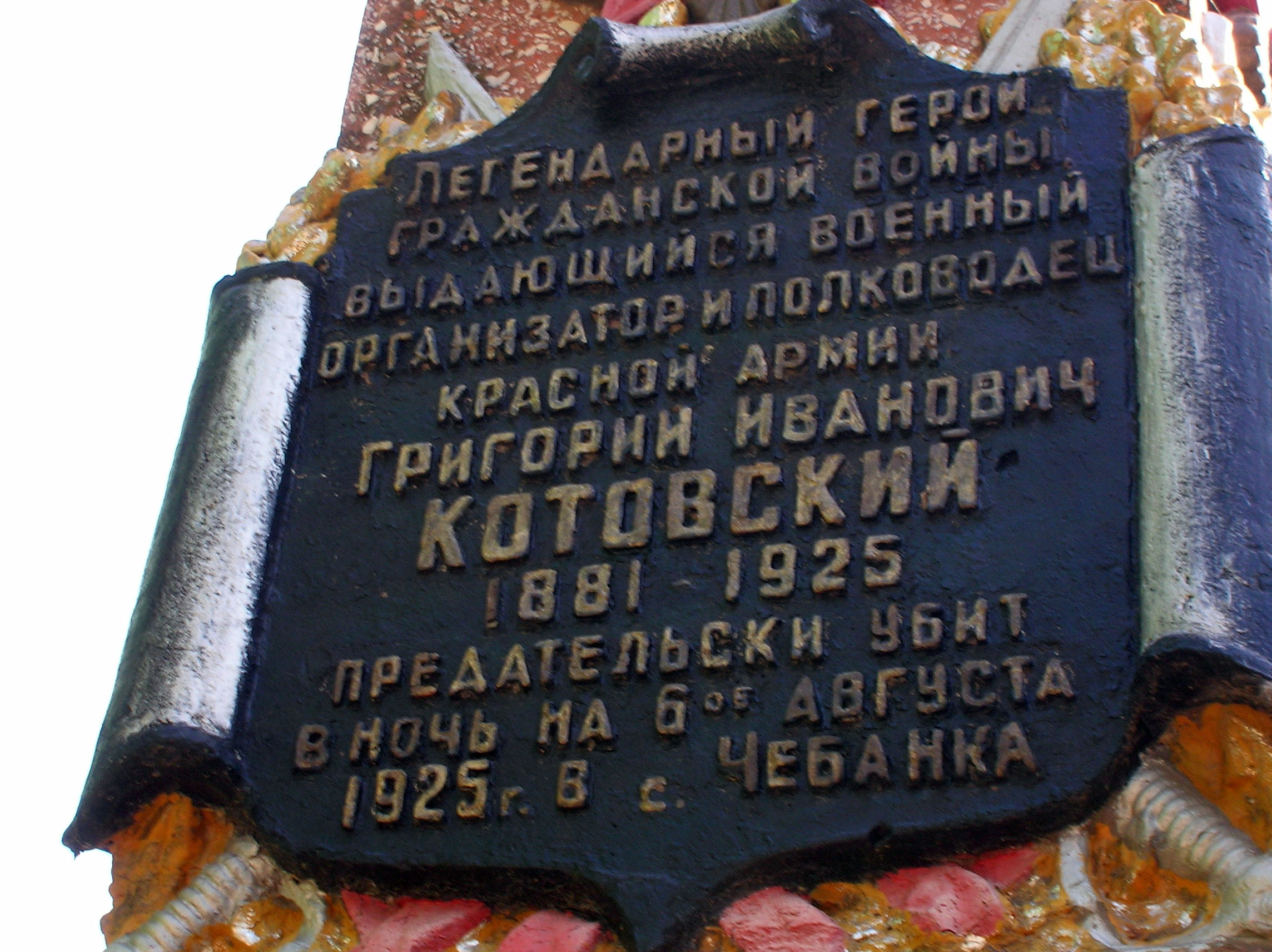
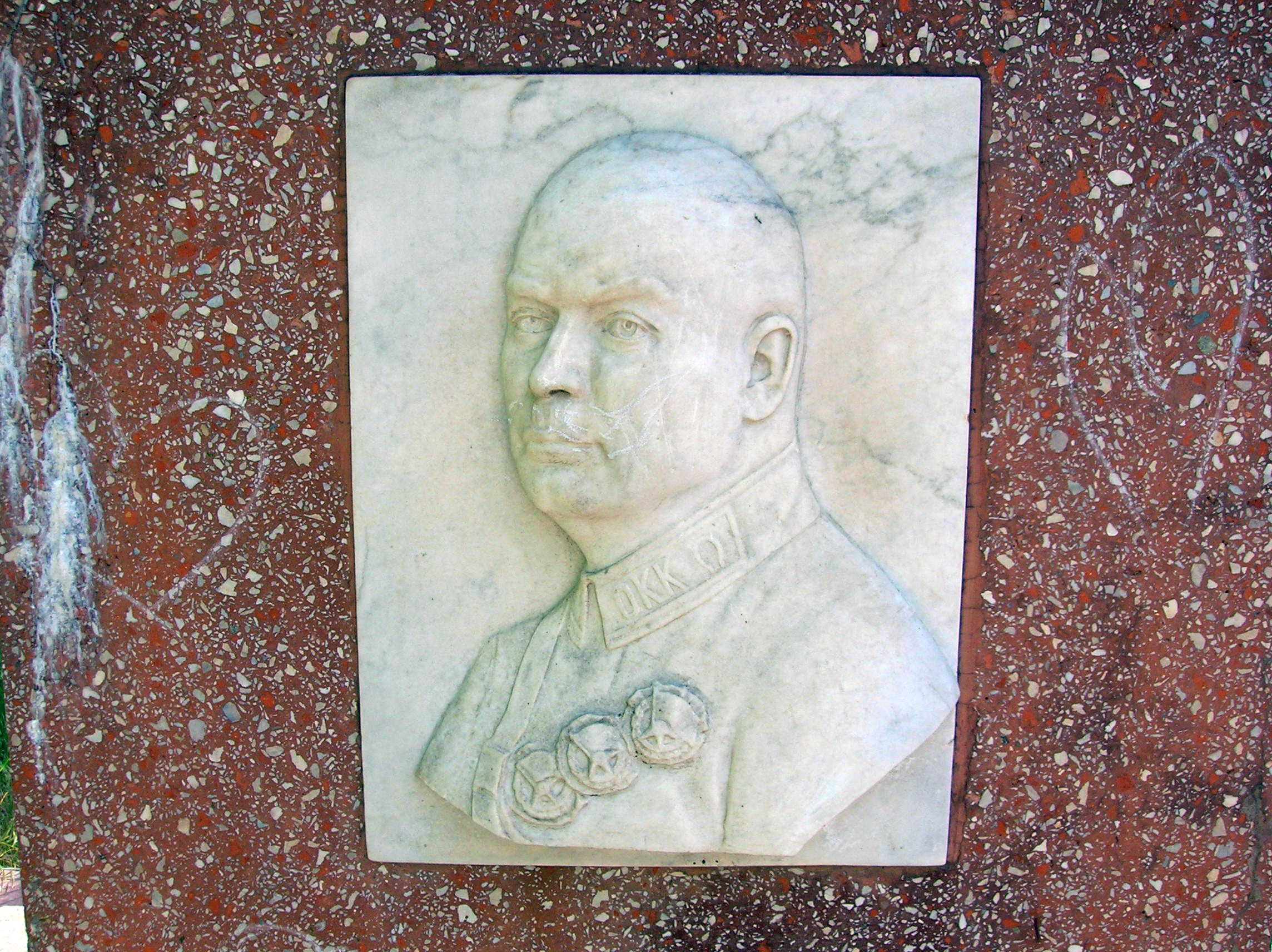

2015 року після прийняття Закону України «Про засудження комуністичного та націонал-соціалістичного (нацистського) тоталітарних режимів в Україні та заборону пропаганди їхньої символіки» прізвище Котовського Українським інститутом національної пам'яті було включено до списку осіб, чия діяльність підпадає під дію законів про декомунізацію.

### Топоніміка
За радянських часів на честь Котовського було названо чимало вулиць у різних населених пунктах. Нині за межами України, а також на окупованих територіях України, у більшості випадків ці назви збереглися.
Чинні назви вулиць:
- Вулиця Котовського — одна з вулиць Липецька.
- Вулиця Котовського — одна з вулиць Новосибірська.

### Пам'ятники
- Мавзолей Котовського в Подільську
- Пам'ятник у Кишиневі. Встановлений в 1954 році на площі Котовського в 36-ту річницю Радянської армії. Цей пам'ятник був одним із перших монументальних пам'ятників у післявоєнній Молдавській РСР. Групу скульпторів та архітекторів (К. Китайка, І. Першудшев, А. Посядо, Ф. Наумов) очолював Л. Дубіновський.
- Пам'ятник у с. Соломна Волочиський район Хмельницька область
- Пам'ятник у с. Степанівка Роздільнянський район Одеська область

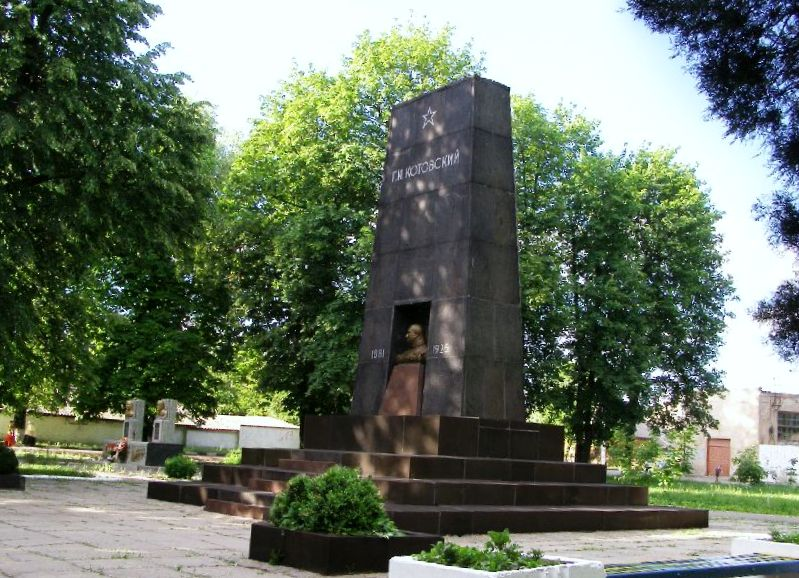
Мавзолей Котовського
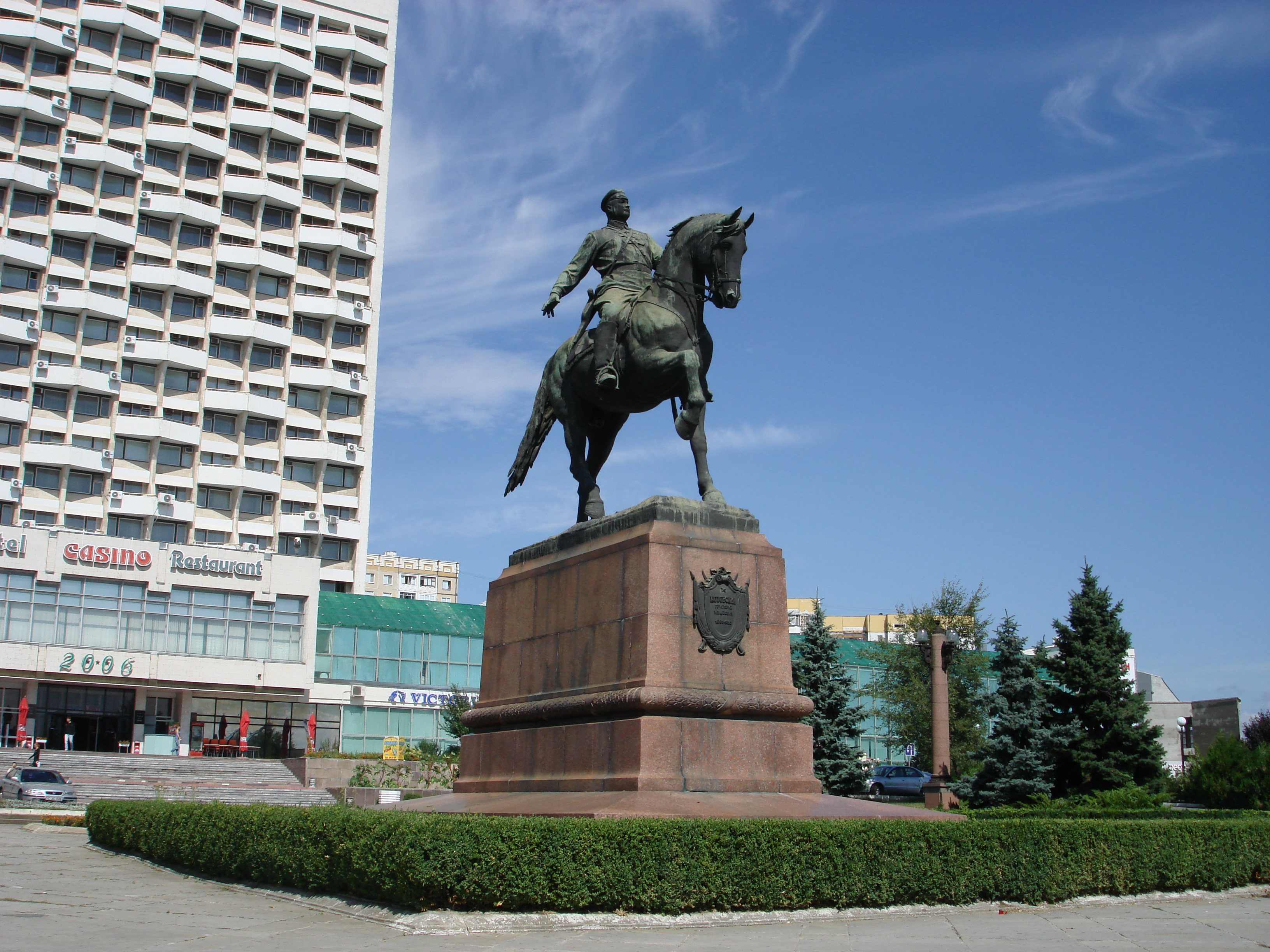
Пам'ятник у Кишиневі
Пам'ятник в Умані (демонтований)